# Eishockey-Weltmeisterschaft der U20-Junioren 2022
Die Eishockey-Weltmeisterschaft der U20-Junioren 2022 der Internationalen Eishockey-Föderation IIHF waren die Eishockey-Weltmeisterschaften des Jahres 2022 in der Altersklasse der Unter-Zwanzigjährigen (U20). Zwischen dem 12. Dezember 2021 und dem 17. September 2022 nahmen insgesamt 44 Nationalmannschaften an den sechs Turnieren der Top-Division sowie der Divisionen I bis III teil. Die für den Januar 2022 terminierten Turniere der Divisionen IIB und III wurden aufgrund der COVID-19-Pandemie zunächst abgesagt und auf einen späteren Termin im Jahr verlegt.
Die Top-Division der Weltmeisterschaft (offiziell 2022 IIHF Ice Hockey U20 World Championship) wurde initial ab dem 26. Dezember 2021 in Edmonton und Red Deer in der kanadischen Provinz Alberta ausgetragen und sollte am 5. Januar 2022 enden. Das Turnier musste jedoch nach mehreren COVID-19-Fällen in der Vorrunde am 29. Dezember 2021 abgebrochen werden. Im Februar kündigte die IIHF an, dass das Turnier im August neu ausgespielt wird, wo sich schließlich die kanadische Auswahl den Titel sicherte. Ursprünglich sollte das Turnier in Göteborg in Schweden stattfinden. Nachdem aufgrund der COVID-19-Pandemie beim Turnier 2021 in Edmonton keine Zuschauer zugelassen waren, tauschten Kanada und Schweden das Recht der Austragung für die Turniere 2022 und 2024.

## Teilnehmer, Austragungsorte und -zeiträume
Durch die Absage der Divisionen I bis III im Vorjahr gab es 2021 keinen Auf- und Abstieg. Die Kennzeichnung Absteiger bzw. Aufsteiger bezieht sich auf die Turniere 2020.
Aufgrund des russischen Überfall auf die Ukraine schloss die IIHF am 28. Februar 2022 den russischen sowie den belarussischen Verband von allen Turnieren bis August 2022 aus.
- Top-Division: 9. bis 20. August 2022 in Edmonton, Alberta, Kanada
Teilnehmer:  Deutschland,  Finnland,  Kanada (Gastgeber),  Lettland (Nachrücker),  Österreich,  Russland,  Schweden,  Schweiz,  Slowakei,  Tschechien,  USA (Titelverteidiger)
- Division I
  - Gruppe A: 12. bis 18. Dezember 2021 in Hørsholm, Dänemark[5]
Teilnehmer:  Belarus,  Dänemark,  Kasachstan (Absteiger),  Lettland,  Norwegen,  Ungarn (Aufsteiger)
  - Gruppe B: 12. bis 18. Dezember 2021 in Tallinn, Estland
Teilnehmer:  Estland,  Frankreich,  Japan (Aufsteiger),  Polen,  Slowenien (Absteiger),  Ukraine
- Division II
  - Gruppe A: 13. bis 19. Dezember 2021 in Brașov, Rumänien[6]
Teilnehmer:  Großbritannien,  Italien (Absteiger),  Litauen,  Rumänien,  Spanien,  Südkorea (Aufsteiger)
  - Gruppe B: 12. bis 17. September 2022 in Belgrad, Serbien[7]
Teilnehmer:  Belgien,  Island (Aufsteiger),  Kroatien,  Niederlande,  Serbien (Absteiger)

Die  Volksrepublik China sagte ihre Teilnahme wegen der COVID-19-Pandemie ab.
- Division III: 22. bis 31. Juli 2022 in Santiago de Querétaro, Mexiko
  - Gruppe A:
Teilnehmer:  Republik China (Taiwan),  Israel (Absteiger),  Kirgisistan (Neuling),  Mexiko
  - Gruppe B
Teilnehmer:  Australien,  Bosnien und Herzegowina (Neuling),  Südafrika,  Türkei

 Bulgarien und  Neuseeland sagten ihre Teilnahme an der Division III ab.

## Top-Division
Die Top-Division der U20-Weltmeisterschaft wurde in einem zweiten Versuch vom 9. bis 20. August 2022 in Edmonton in der kanadischen Provinz Alberta ausgetragen. Am Turnier nahmen zehn Nationalmannschaften teil, die in zwei Gruppen zu je fünf Teams spielten. Dabei setzten sich die beiden Gruppen nach den Platzierungen der Mannschaften bei der Weltmeisterschaft 2021 nach folgendem Schlüssel zusammen:
| Gruppe A       | Gruppe B        |
| -------------- | --------------- |
| Kanada (2)     | USA (1)         |
| Finnland (3)   | Schweden (5)    |
| Tschechien (7) | Deutschland (6) |
| Slowakei (8)   | Schweiz (9)     |
| Lettland (12)  | Österreich (10) |

### Modus
Nach den Gruppenspielen der Vorrunde qualifizierten sich die vier Erstplatzierten jeder Gruppe für das Viertelfinale, das dann ebenso wie die weiteren Runden im K.-O.-System ausgetragen wurden. Einen sportlichen Absteiger in die Gruppe A der Division I gab es nicht, da durch das Nachrücken der lettischen Auswahl bereits ein Ungleichgewicht zwischen Top-Division und Gruppe A der Division I entstanden war.

### Austragungsorte
| \| Edmonton \|                  |
| Austragungsort der Top-Division |
| Edmonton                        |

| Edmonton |

### Vorrunde

#### Gruppe A
| 9. August 2022 12:00 Uhr (Ortszeit) | 9. August 2022 20:00 Uhr (MESZ) | Tschechien M. Ryšavý (22:22) M. Gut (33:21) M. Šapovaliv (37:35) J. Myšák (47:56) G. Szturc (58:10) | 5:4 (0:2, 3:0, 2:2) Spielbericht | Slowakei S. Petrovský (3:20) M. Kašlík (5:57) R. Petrovický (53:56) M. Kašlík (56:48) | Rogers Place, Edmonton Zuschauer: 430 |

| 9. August 2022 16:00 Uhr | 10. August 2022 0:00 Uhr | Lettland K. Veinbergs (41:28) | 1:6 (0:2, 0:2, 1:2) Spielbericht | Finnland J. Kemell (8:54) J. Kemell (11:29) B. Lambert (21:52) R. Hirvonen (38:01) A. Räty (55:39) K. Puutio (58:40) | Rogers Place, Edmonton Zuschauer: 376 |

| 10. August 2022 16:00 Uhr | 11. August 2022 0:00 Uhr | Lettland R. Dārziņš (18:06) B. Hodass (44:56) | 2:5 (1:1, 0:3, 1:1) Spielbericht | Kanada C. Bedard (7:31) L. Cormier (31:23) O. Zellweger (36:17) R. Greig (37:16) W. Dufour (54:44) | Rogers Place, Edmonton Zuschauer: 2.779 |

| 11. August 2022 12:00 Uhr | 11. August 2022 20:00 Uhr | Finnland R. Järventie (16:28) K. Puutio (23:39) A. Räty (50:24) K. Simontaival (PS) | 4:3 n. P. (1:2, 1:0, 1:1, 0:0, 1:0) Spielbericht | Tschechien J. Chmelař (6:36) J. Kulich (11:31) J. Myšák (52:38) | Rogers Place, Edmonton Zuschauer: 530 |

| 11. August 2022 16:00 Uhr | 12. August 2022 0:00 Uhr | Slowakei M. Kašlík (34:40) | 1:11 (0:4, 1:4, 0:3) Spielbericht | Kanada C. Bedard (6:16) W. Cuylle (13:06) B. Othmann (15:57) O. Zellweger (19:17) L. Stankoven (21:02) M. McTavish (26:25) M. McTavish (35:16) M. McTavish (39:25) M. McTavish (43:44) J. Roy (55:07) Z. Ostapchuk (59:39) | Rogers Place, Edmonton Zuschauer: 3.216 |

| 12. August 2022 16:00 Uhr | 13. August 2022 0:00 Uhr | Slowakei A. Sýkora (17:57) D. Dvorský (29:54) M. Kašlík (PS) | 3:2 n. P. (1:1, 1:1, 0:0, 0:0, 1:0) Spielbericht | Lettland D. Ločmelis (9:44) N. Feņenko (32:39) | Rogers Place, Edmonton Zuschauer: 489 |

| 13. August 2022 16:00 Uhr | 14. August 2022 0:00 Uhr | Kanada M. McTavish (16:44) K. Johnson (19:00) R. Greig (24:48) M. McTavish (31:05) T. Foerster (47:39) | 5:1 (2:1, 2:0, 1:0) Spielbericht | Tschechien M. Ryšavý (5:10) | Rogers Place, Edmonton Zuschauer: 5.135 |

| 14. August 2022 12:00 Uhr | 14. August 2022 20:00 Uhr | Finnland K. Simontaival (0:35) J. Määttä (14:02) R. Hirvonen (20:24) J. Määttä (31:42) A. Räty (36:41) O. Kapanen (38:08) K. Väisänen (46:11) K. Simontaival (51:45) K. Puutio (55:17) | 9:3 (2:1, 4:1, 3:1) Spielbericht | Slowakei P. Repčík (7:42) S. Petrovský (27:04) L. Nemec (49:16) | Rogers Place, Edmonton Zuschauer: 659 |

| 14. August 2022 16:00 Uhr | 15. August 2022 0:00 Uhr | Tschechien M. Gut (16:43) S. Svozil (29:33) | 2:5 (1:2, 1:2, 0:1) Spielbericht | Lettland M. Laviņš (4:30) R. Rullers (12:21) R. Bergmanis (31:15) R. Bergmanis (37:38) R. Bergmanis (58:41) | Rogers Place, Edmonton Zuschauer: 493 |

| 15. August 2022 16:00 Uhr | 16. August 2022 0:00 Uhr | Kanada B. Othmann (6:21) T. Foerster (12:14) C. Bedard (17:19) R. Greig (20:31) M. McTavish (36:17) W. Dufour (58:13) | 6:3 (3:1, 2:0, 1:2) Spielbericht | Finnland S. Helenius (19:03) J. Kemell (43:07) R. Järventie (56:23) | Rogers Place, Edmonton Zuschauer: 5.283 |

| Pl. |            | Sp | S | OTS | OTN | N | Tore  | Punkte |
| 1.  | Kanada     | 4  | 4 | 0   | 0   | 0 | 27:07 | 12     |
| 2.  | Finnland   | 4  | 2 | 1   | 0   | 1 | 22:13 | 8      |
| 3.  | Lettland   | 4  | 1 | 0   | 1   | 2 | 10:16 | 4      |
| 4.  | Tschechien | 4  | 1 | 0   | 1   | 2 | 11:18 | 4      |
| 5.  | Slowakei   | 4  | 0 | 1   | 0   | 3 | 11:27 | 2      |

Abkürzungen: Pl. = Platz, Sp = Spiele, S = Siege, OTS = Siege nach Verlängerung (Overtime) oder Penaltyschießen, OTN = Niederlagen nach Verlängerung oder Penaltyschießen, N = Niederlagen

Erläuterungen: Viertelfinalqualifikant

#### Gruppe B
| 9. August 2022 20:00 Uhr (Ortszeit) | 10. August 2022 4:00 Uhr (MESZ) | USA L. Hughes (13:39) L. Cooley (18:01) L. Slaggert (21:21) R. Savage (21:57) R. Duran (39:00) | 5:1 (2:0, 3:0, 0:1) Spielbericht | Deutschland J. Samanski (53:12) | Rogers Place, Edmonton Zuschauer: 829 |

| 10. August 2022 12:00 Uhr | 10. August 2022 20:00 Uhr | Schweden D. Torgersson (36:55) D. Torgersson (40:24) I. Rosén (40:34) | 3:2 (0:0, 1:0, 2:2) Spielbericht | Schweiz A. Biasca (48:47) D. Allenspach (49:47) | Rogers Place, Edmonton Zuschauer: 453 |

| 10. August 2022 20:00 Uhr | 11. August 2022 4:00 Uhr | Deutschland J. Eham (8:00) A. Blank (23:37) A. Blank (28:49) A. Blank (31:03) | 4:2 (1:1, 3:1, 0:0) Spielbericht | Österreich S. Peeters (2:45) J. Dobnig (21:40) | Rogers Place, Edmonton Zuschauer: 473 |

| 11. August 2022 20:00 Uhr | 12. August 2022 4:00 Uhr | Schweiz J. Henry (28:25) | 1:7 (0:0, 1:5, 0:2) Spielbericht | USA C. Mazur (25:54) B. Faber (31:29) C. Mazur (33:22) L. Slaggert (37:16) M. Coronato (39:23) T. Bordeleau (41:57) R. Duran (55:23) | Rogers Place, Edmonton Zuschauer: 836 |

| 12. August 2022 12:00 Uhr | 12. August 2022 20:00 Uhr | Österreich | 0:6 (0:1, 0:3, 0:2) Spielbericht | Schweden S. Edvinsson (12:57) I. Rosén (20:59) E. Andrae (34:35) E. Andrae (35:30) F. Lysell (49:07) T. Niederbach (59:34) | Rogers Place, Edmonton Zuschauer: 473 |

| 13. August 2022 12:00 Uhr | 13. August 2022 20:00 Uhr | Österreich | 0:7 (0:4, 0:2, 0:1) Spielbericht | USA W. Kaiser (0:54) M. Coronato (2:32) W. Kaiser (11:40) R. Savage (18:26) C. Mazur (27:01) C. Mazur (27:58) S. Pastujov (59:19) | Rogers Place, Edmonton Zuschauer: 702 |

| 13. August 2022 20:00 Uhr | 14. August 2022 4:00 Uhr | Deutschland B. Roßmy (5:37) T. Heigl (8:16) H. Hänelt (36:43) | 3:2 (2:1, 1:0, 0:1) Spielbericht | Schweiz S. Knak (19:51) J. Taibel (51:40) | Rogers Place, Edmonton Zuschauer: 642 |

| 14. August 2022 20:00 Uhr | 15. August 2022 4:00 Uhr | USA B. Berard (6:35) M. Coronato (25:37) M. Coronato (45:26) | 3:2 (1:0, 1:0, 1:2) Spielbericht | Schweden E. Andrae (51:38) Å. Stakkestad (58:45) | Rogers Place, Edmonton Zuschauer: 2.025 |

| 15. August 2022 12:00 Uhr | 15. August 2022 20:00 Uhr | Schweiz J. Fahrni (17:31) J. Taibel (34:17) A. Biasca (55:53) | 3:2 (1:1, 1:1, 1:0) Spielbericht | Österreich L. Wallner (8:08) I. Scherzer (39:35) | Rogers Place, Edmonton Zuschauer: 356 |

| 15. August 2022 20:00 Uhr | 16. August 2022 4:00 Uhr | Schweden O. Olausson (5:52) D. Ljungman (12:29) O. Magnusson (13:56) D. Ljungman (45:46) | 4:2 (3:1, 0:0, 1:1) Spielbericht | Deutschland B. Roßmy (4:00) L. Münzenberger (59:52) | Rogers Place, Edmonton Zuschauer: 741 |

| Pl. |             | Sp | S | OTS | OTN | N | Tore  | Punkte |
| 1.  | USA         | 4  | 4 | 0   | 0   | 0 | 22:04 | 12     |
| 2.  | Schweden    | 4  | 3 | 0   | 0   | 1 | 15:07 | 9      |
| 3.  | Deutschland | 4  | 2 | 0   | 0   | 2 | 10:13 | 6      |
| 4.  | Schweiz     | 4  | 1 | 0   | 0   | 3 | 08:15 | 3      |
| 5.  | Österreich  | 4  | 0 | 0   | 0   | 4 | 04:20 | 0      |

Abkürzungen: Pl. = Platz, Sp = Spiele, S = Siege, OTS = Siege nach Verlängerung (Overtime) oder Penaltyschießen, OTN = Niederlagen nach Verlängerung oder Penaltyschießen, N = Niederlagen

Erläuterungen: Viertelfinalqualifikant

### Finalrunde
|  | Viertelfinale                                          | Viertelfinale | Viertelfinale |    | Halbfinale | Halbfinale | Halbfinale       |          |   | Finale | Finale | Finale |
|  |                                                        |               |               |    |            |            |                  |          |   |        |        |        |
|  | A1                                                     | Kanada        | 6             |    |            |            |                  |          |   |        |        |        |
|  | B4                                                     | Schweiz       | 3             |    |            |            |                  |          |   |        |        |        |
|  | B4                                                     | Schweiz       | 3             | A1 | Kanada     | 5          |                  |          |   |        |        |        |
|  |                                                        |               |               | A1 | Kanada     | 5          |                  |          |   |        |        |        |
|  | A4                                                     | Tschechien    | 2             |    |            |            |                  |          |   |        |        |        |
|  | A4                                                     | Tschechien    | 2             | B2 | Schweden   | 2          |                  |          |   |        |        |        |
|  |                                                        |               |               | B2 | Schweden   | 2          |                  |          |   |        |        |        |
|  | A3                                                     | Lettland      | 1             |    |            |            |                  |          |   |        |        |        |
|  | A3                                                     | Lettland      | 1             | A1 | Kanada     | 3          |                  |          |   |        |        |        |
|  | (Die Teams werden nach dem Viertelfinale neu gesetzt.) |               |               | A1 | Kanada     | 3          |                  |          |   |        |        |        |
|  |                                                        | A2            | Finnland      | 2  |            |            |                  |          |   |        |        |        |
|  | B1                                                     | A2            | Finnland      | 2  | USA        | 2          |                  |          |   |        |        |        |
|  | B1                                                     |               |               |    | USA        | 2          |                  |          |   |        |        |        |
|  | A4                                                     | Tschechien    | 4             |    |            |            |                  |          |   |        |        |        |
|  | A4                                                     | Tschechien    | 4             | B2 | Schweden   | 0          |                  |          |   |        |        |        |
|  |                                                        |               |               | B2 | Schweden   | 0          | Spiel um Platz 3 |          |   |        |        |        |
|  | A2                                                     | Finnland      | 1             |    |            |            |                  |          |   |        |        |        |
|  | A2                                                     | Finnland      | 1             | A2 | Finnland   | 5          | B2               | Schweden | 3 |        |        |        |
|  |                                                        |               |               | A2 | Finnland   | 5          | B2               | Schweden | 3 |        |        |        |
|  | B3                                                     | Deutschland   | 2             | A4 | Tschechien | 1          |                  |          |   |        |        |        |

#### Viertelfinale
| 17. August 2022 10:00 Uhr (Ortszeit) | 17. August 2022 18:00 Uhr (MESZ) | Finnland K. Simontaival (3:37) R. Hirvonen (11:06) R. Järventie (14:48) R. Järventie (46:22) J. Määttä (55:53) | 5:2 (3:1, 0:1, 2:0) Spielbericht | Deutschland B. Roßmy (12:50) B. Roßmy (37:21) | Rogers Place, Edmonton Zuschauer: 448 |

| 17. August 2022 13:30 Uhr | 17. August 2022 21:30 Uhr | Schweden I. Rosén (16:44) E. Andrae (49:49) | 2:1 (1:0, 0:1, 1:0) Spielbericht | Lettland G. Ozoliņš (38:46) | Rogers Place, Edmonton Zuschauer: 518 |

| 17. August 2022 17:00 Uhr | 18. August 2022 1:00 Uhr | Kanada T. Foerster (1:07) J. Thompson (12:31) L. Stankoven (14:32) N. Gaucher (17:01) W. Cuylle (24:20) L. Stankoven (58:51) | 6:3 (4:2, 1:1, 1:0) Spielbericht | Schweiz S. Knak (2:21) A. Biasca (19:51) A. Biasca (27:51) | Rogers Place, Edmonton Zuschauer: 4.898 |

| 17. August 2022 20:30 Uhr | 18. August 2022 4:30 Uhr | USA L. Cooley (12:03) C. Mazur (51:31) | 2:4 (1:1, 0:2, 1:1) Spielbericht | Tschechien J. Myšák (17:55) P. Hauser (27:34) M. Šapovaliv (30:45) J. Kulich (58:28) | Rogers Place, Edmonton Zuschauer: 739 |

#### Halbfinale
| 19. August 2022 14:00 Uhr | 19. August 2022 22:00 Uhr | Kanada K. Johnson (10:04) C. Bedard (15:20) L. Stankoven (31:28) M. McTavish (36:11) J. Roy (54:26) | 5:2 (2:0, 2:0, 1:2) Spielbericht | Tschechien J. Myšák (50:54) M. Gut (52:44) | Rogers Place, Edmonton Zuschauer: 5.092 |

| 19. August 2022 18:00 Uhr | 20. August 2022 2:00 Uhr | Schweden | 0:1 (0:0, 0:1, 0:0) Spielbericht | Finnland K. Puutio (25:18) | Rogers Place, Edmonton Zuschauer: 1.044 |

#### Spiel um Platz 3
| 20. August 2022 14:00 Uhr | 20. August 2022 22:00 Uhr | Schweden F. Lysell (14:22) I. Rosén (35:19) L. Sjödin (56:34) | 3:1 (1:0, 1:1, 1:0) Spielbericht | Tschechien M. Gut (33:30) | Rogers Place, Edmonton Zuschauer: 3.252 |

#### Finale
| 20. August 2022 18:00 Uhr | 20. August 2022 2:00 Uhr | Kanada J. Roy (11:18) W. Dufour (20:41) K. Johnson (63:20) | 3:2 n. V. (1:0, 1:0, 0:2, 1:0) Spielbericht | Finnland A. Heimosalmi (44:09) J. Kemell (50:46) | Rogers Place, Edmonton Zuschauer: 13.327 |

### Statistik

#### Beste Scorer
Abkürzungen: Sp = Spiele, T = Tore, V = Assists, Pkt = Punkte, +/− = Plus/Minus, SM = Strafminuten; Fett: Turnierbestwert
| Spieler         | Team       | Sp | T | V | Pkt | +/− | SM |
| --------------- | ---------- | -- | - | - | --- | --- | -- |
| Mason McTavish  | Kanada     | 7  | 8 | 9 | 17  | +13 | 2  |
| Joakim Kemell   | Finnland   | 7  | 4 | 8 | 12  | +4  | 0  |
| Olen Zellweger  | Kanada     | 7  | 2 | 9 | 11  | +14 | 2  |
| Logan Stankoven | Kanada     | 7  | 4 | 6 | 10  | +8  | 2  |
| Aatu Räty       | Finnland   | 7  | 3 | 7 | 10  | +2  | 2  |
| Roby Järventie  | Finnland   | 7  | 4 | 5 | 9   | −4  | 4  |
| Kent Johnson    | Kanada     | 7  | 3 | 6 | 9   | +8  | 2  |
| Jan Myšák       | Tschechien | 7  | 5 | 3 | 8   | +3  | 0  |
| Emil Andrae     | Schweden   | 7  | 4 | 4 | 8   | +6  | 6  |
| Connor Bedard   | Kanada     | 7  | 4 | 4 | 8   | +9  | 2  |

#### Beste Torhüter
Abkürzungen: Sp = Spiele, Min = Eiszeit (in Minuten), GT = Gegentore, Sv% = gehaltene Schüsse (in %), GTS = Gegentorschnitt, SO = Shutouts; Fett: Turnierbestwert
Erfasst werden nur Torhüter, die mindestens 40 % der Gesamtspielzeit eines Teams absolviert haben. Sortiert nach Fangquote (Sv%).
| Spieler          | Team     | Sp | Min    | GT | SO | Sv%   | GTS  |
| ---------------- | -------- | -- | ------ | -- | -- | ----- | ---- |
| Jesper Wallstedt | Schweden | 5  | 296:49 | 8  | 0  | 93,98 | 1,62 |
| Dylan Garand     | Kanada   | 6  | 363:20 | 12 | 0  | 92,50 | 1,98 |
| Kaidan Mbereko   | USA      | 4  | 238:19 | 7  | 0  | 92,05 | 1,76 |
| Juha Jatkola     | Finnland | 3  | 183:20 | 6  | 1  | 91,67 | 1,96 |
| Bruno Brūveris   | Lettland | 4  | 244:15 | 12 | 0  | 91,55 | 2,95 |

### Abschlussplatzierungen
| Pl. | Team        |
| --- | ----------- |
| 1   | Kanada      |
| 2   | Finnland    |
| 3   | Schweden    |
| 4   | Tschechien  |
| 5   | USA         |
| 6   | Deutschland |
| 7   | Lettland    |
| 8   | Schweiz     |
| 9   | Slowakei    |
| 10  | Österreich  |

### Titel, Auf- und Abstieg
| Weltmeister Kanada | Connor Bedard, Brett Brochu, Sebastian Cossa, Lukas Cormier, Will Cuylle, Ethan Del Mastro, Elliot Desnoyers, William Dufour, Tyson Foerster, Dylan Garand, Nathan Gaucher, Ridly Greig, Kent Johnson, Riley Kidney, Carson Lambos, Mason McTavish, Ryan O’Rourke, Zack Ostapchuk, Brennan Othmann, Joshua Roy, Donovan Sebrango, Ronan Seeley, Logan Stankoven, Jack Thompson, Olen Zellweger Cheftrainer: Dave Cameron |

| Silber Finnland | Aleksi Heimosalmi, Samuel Helenius, Roni Hirvonen, Roby Järventie, Juha Jatkola, Joni Jurmo, Oliver Kapanen, Roni Karvinen, Joakim Kemell, Ville Koivunen, Brad Lambert, Jani Lampinen, Eetu Liukas, Joel Määttä, Juuso Mäenpää, Leevi Meriläinen, Topi Niemelä, Petteri Nurmi, Kasper Puutio, Ruben Rafkin, Matias Rajaniemi, Aatu Räty, Kasper Simontaival, Kalle Väisänen, Eemil Viro Cheftrainer: Antti Pennanen |

| Bronze Schweden | Emil Andrae, Calle Clang, Simon Edvinsson, Måns Forsfjäll, Helge Grans, Ludvig Jansson, Jonathan Lekkerimäki, Carl Lindbom, Daniel Ljungman, Leo Lööf, Fabian Lysell, Oskar Magnusson, Theodor Niederbach, Liam Öhgren, Oskar Olausson, Anton Olsson, Isak Rosén, Albert Sjöberg, Linus Sjödin, Åke Stakkestad, Victor Stjernborg, Daniel Torgersson, William Wallinder, Jesper Wallstedt Cheftrainer: Tomas Montén |

| Aufsteiger in die Top-Division: | Belarus |

### Auszeichnungen
Spielertrophäen
| Auszeichnung         | Spieler          | Team     |
| -------------------- | ---------------- | -------- |
| Wertvollster Spieler | Mason McTavish   | Kanada   |
| Bester Torhüter      | Jesper Wallstedt | Schweden |
| Bester Verteidiger   | Kasper Puutio    | Finnland |
| Bester Stürmer       | Mason McTavish   | Kanada   |

All-Star-Team
| Angriff:      | Jan Myšák – Mason McTavish – Joakim Kemell |
| Verteidigung: | Emil Andrae – Olen Zellweger               |
| Tor:          | Jesper Wallstedt                           |

## Abgebrochenes Event im Dezember 2021
Die Top-Division der U20-Weltmeisterschaft sollte vom 26. Dezember 2021 bis zum 5. Januar 2022 in Edmonton und Red Deer in der kanadischen Provinz Alberta ausgetragen werden. Nach dem Abbruch am 29. Dezember 2021 aufgrund eines erheblichen COVID-19-Ausbruchs unter den Teilnehmern wurde das Turnier im August 2022 neu gestartet. Am Turnier nahmen zehn Nationalmannschaften teil, die in zwei Gruppen zu je fünf Teams spielten. Dabei setzten sich die beiden Gruppen nach den Platzierungen der Mannschaften bei der Weltmeisterschaft 2021 nach folgendem Schlüssel zusammen:
| Gruppe A        | Gruppe B     |
| --------------- | ------------ |
| Kanada (2)      | USA (1)      |
| Finnland (3)    | Russland (4) |
| Deutschland (6) | Schweden (5) |
| Tschechien (7)  | Slowakei (8) |
| Österreich (10) | Schweiz (9)  |

### Modus
Nach den Gruppenspielen der Vorrunde sollten sich die vier Erstplatzierten jeder Gruppe für das Viertelfinale qualifizieren, das dann ebenso wie die weiteren Runden im K.-O.-System ausgetragen werden sollte. Die Fünften der Gruppenspiele sollten eine Relegation nach dem Modus „Best-of-Three“ bestreiten und dabei den neunten und zehnten Platz ermitteln. Nachdem Bereits in der Vorbereitung diverse Spiele wegen COVID-19 abgesagt werden mussten, wurde am ersten Turniertag beschlossen, dass es keinen Absteiger in die Division I gibt.

### Austragungsorte
| Edmonton |

| Red Deer |

| Edmonton |

| Red Deer |

### Vorrunde
Am 28. Dezember wurden zwei US-amerikanische Spieler positiv auf COVID-19 getestet. Als Folge wurde das für den dritten Turniertag angesetzte Spiel gegen die Schweiz gemäß den IIHF-Regularien mit drei Punkten und 1:0 Toren für die Schweiz gewertet. Einen Tag später gab es bei den Teams aus Tschechien und Russland ebenfalls positive Fälle, womit diese Spiele ebenso als 1:0-Sieg für den jeweiligen Gegner gewertet wurden. Aufgrund der Häufung der Fälle und der Tatsache, dass das Turnier durch die Partien sportlich verfälscht wurde, entschied sich die IIHF daraufhin, das Turnier am 29. Dezember abzubrechen, ließ eine Fortsetzung zu einem späteren Zeitpunkt aber weiterhin offen.

#### Gruppe A
| 26. Dezember 2021 12:00 Uhr (Ortszeit) | 26. Dezember 2021 20:00 Uhr (MEZ) | Finnland S. Helenius (12:52) J. Määttä (27:38) S. Helenius (47:53) | 3:1 (1:0, 1:1, 1:0) Spielbericht | Deutschland L. Münzenberger (23:27) | Rogers Place, Edmonton Zuschauer: 1.793 |

| 26. Dezember 2021 17:00 Uhr | 27. Dezember 2021 1:00 Uhr | Tschechien M. Gut (7:42) P. Novák (11:32) S. Svozil (12:23) | 3:6 (3:3, 0:2, 0:1) Spielbericht | Kanada M. McTavish (4:00) O. Power (12:46) D. Sebrango (19:31) O. Power (28:50) O. Power (30:15) O. Zellweger (53:22) | Rogers Place, Edmonton Zuschauer: 4.526 |

| 27. Dezember 2021 12:00 Uhr | 27. Dezember 2021 20:00 Uhr | Österreich M. Urbanek (25:39) | 1:7 (0:2, 1:2, 0:3) Spielbericht | Finnland V. Koivunen (3:29) S. Helenius (18:02) K. Simontaival (24:11) K. Väisänen (26:34) V. Koivunen (48:40) T. Niemelä (50:25) B. Lambert (54:13) | Rogers Place, Edmonton Zuschauer: 1.901 |

| 27. Dezember 2021 17:00 Uhr | 28. Dezember 2021 1:00 Uhr | Deutschland A. Blank (24:29) A. Blank (61:20) | 2:1 n. V. (0:0, 1:1, 0:0, 1:0) Spielbericht | Tschechien J. Myšák (35:49) | Rogers Place, Edmonton Zuschauer: 2.582 |

| 28. Dezember 2021 17:00 Uhr | 29. Dezember 2021 1:00 Uhr | Österreich L. Nečesaný (39:29) M. Böhm (52:20) | 2:11 (0:5, 1:1, 1:5) Spielbericht | Kanada K. Johnson (5:08) L. Cormier (6:03) L. Stankoven (8:22) C. Bedard (15:02) C. Bedard (16:13) C. Bedard (26:13) C. Perfetti (40:17) C. Bedard (42:34) M. McTavish (44:44) M. McTavish (45:31) M. Bourque (46:47) | Rogers Place, Edmonton Zuschauer: 3.862 |

| 29. Dezember 2021 12:00 Uhr | 29. Dezember 2021 20:00 Uhr | Finnland | 1:0 (Wertung) Spielbericht | Tschechien | Rogers Place, Edmonton Zuschauer: – |

| Pl. |             | Sp | S | OTS | OTN | N | Tore  | Punkte |
| 1.  | Finnland    | 3  | 3 | 0   | 0   | 0 | 11:02 | 9      |
| 2.  | Kanada      | 2  | 2 | 0   | 0   | 0 | 17:05 | 6      |
| 3.  | Deutschland | 2  | 0 | 1   | 0   | 1 | 03:04 | 2      |
| 4.  | Tschechien  | 3  | 0 | 0   | 1   | 2 | 04:09 | 1      |
| 5.  | Österreich  | 2  | 0 | 0   | 0   | 2 | 03:18 | 0      |

Abkürzungen: Pl. = Platz, Sp = Spiele, S = Siege, OTS = Siege nach Verlängerung (Overtime) oder Penaltyschießen, OTN = Niederlagen nach Verlängerung oder Penaltyschießen, N = Niederlagen
Erläuterungen: Viertelfinalqualifikant, Abstiegsrundenqualifikant

#### Gruppe B
| 26. Dezember 2021 14:30 Uhr (Ortszeit) | 26. Dezember 2021 22:30 Uhr (MEZ) | Russland F. Swetschkow (36:28) M. Mitschkow (44:45) M. Mitschkow (45:26) | 3:6 (0:1, 1:2, 2:3) Spielbericht | Schweden O. Olausson (5:24) S. Edvinsson (27:39) E. Andrae (34:16) A. Holtz (43:26) T. Niederbach (51:37) D. Ljungman (59:10) | WP Centrium, Red Deer Zuschauer: 2.337 |

| 26. Dezember 2021 19:30 Uhr | 27. Dezember 2021 3:30 Uhr | USA M. Knies (13:35) M. Samoskevich (15:18) L. Slaggert (32:42) | 3:2 (2:0, 1:0, 0:2) Spielbericht | Slowakei M. Chromiak (41:03) M. Chromiak (57:27) | WP Centrium, Red Deer Zuschauer: 1.613 |

| 27. Dezember 2021 14:30 Uhr | 27. Dezember 2021 22:30 Uhr | Russland D. Jurow (7:21) D. Slodejew (15:42) P. Tjutnew (17:39) M. Mitschkow (51:57) | 4:2 (3:1, 0:0, 1:1) Spielbericht | Schweiz A. Biasca (18:56) F. Ritzmann (58:45) | WP Centrium, Red Deer Zuschauer: 1.934 |

| 27. Dezember 2021 19:30 Uhr | 28. Dezember 2021 3:30 Uhr | Schweden T. Niederbach (6:25) A. Sjöberg (26:50) D. Ljungman (58:45) | 3:0 (1:0, 1:0, 1:0) Spielbericht | Slowakei | WP Centrium, Red Deer Zuschauer: 1.706 |

| 28. Dezember 2021 14:30 Uhr | 28. Dezember 2021 22:30 Uhr | Schweiz | 1:0 (Wertung) Spielbericht | USA | WP Centrium, Red Deer Zuschauer: – |

| 29. Dezember 2021 14:30 Uhr | 29. Dezember 2021 22:30 Uhr | Slowakei | 1:0 (Wertung) | Russland | WP Centrium, Red Deer Zuschauer: – |

| Pl. |          | Sp | S | OTS | OTN | N | Tore  | Punkte |
| 1.  | Schweden | 2  | 2 | 0   | 0   | 0 | 09:03 | 6      |
| 2.  | USA      | 2  | 1 | 0   | 0   | 1 | 03:03 | 3      |
| 3.  | Schweiz  | 2  | 1 | 0   | 0   | 1 | 03:04 | 3      |
| 4.  | Russland | 3  | 1 | 0   | 0   | 2 | 07:09 | 3      |
| 5.  | Slowakei | 3  | 1 | 0   | 0   | 2 | 03:06 | 3      |

Abkürzungen: Pl. = Platz, Sp = Spiele, S = Siege, OTS = Siege nach Verlängerung (Overtime) oder Penaltyschießen, OTN = Niederlagen nach Verlängerung oder Penaltyschießen, N = Niederlagen
Erläuterungen: Viertelfinalqualifikant, Abstiegsrundenqualifikant

### Statistik

#### Beste Scorer
Abkürzungen: Sp = Spiele, T = Tore, V = Assists, Pkt = Punkte, +/− = Plus/Minus, SM = Strafminuten; Fett: Turnierbestwert
| Spieler          | Team        | Sp | T | V | Pkt | +/− | SM |
| ---------------- | ----------- | -- | - | - | --- | --- | -- |
| Cole Perfetti    | Kanada      | 2  | 1 | 5 | 6   | +4  | 0  |
| Connor Bedard    | Kanada      | 2  | 4 | 1 | 5   | +4  | 0  |
| Mason McTavish   | Kanada      | 2  | 3 | 2 | 5   | +3  | 0  |
| Owen Power       | Kanada      | 2  | 3 | 2 | 5   | +1  | 0  |
| Brad Lambert     | Finnland    | 2  | 1 | 4 | 5   | +6  | 0  |
| Samuel Helenius  | Finnland    | 2  | 3 | 1 | 4   | +6  | 2  |
| Ville Koivunen   | Finnland    | 2  | 2 | 2 | 4   | +6  | 0  |
| Matwei Mitschkow | Russland    | 2  | 3 | 0 | 3   | ±0  | 0  |
| Alexander Blank  | Deutschland | 2  | 2 | 1 | 3   | +2  | 0  |
| Mavrik Bourque   | Kanada      | 2  | 1 | 2 | 3   | +2  | 0  |
| Simon Edvinsson  | Schweden    | 2  | 1 | 2 | 3   | +1  | 4  |
| Joel Määttä      | Finnland    | 2  | 1 | 2 | 3   | +3  | 4  |

#### Beste Torhüter
Abkürzungen: Sp = Spiele, Min = Eiszeit (in Minuten), GT = Gegentore, Sv% = gehaltene Schüsse (in %), GTS = Gegentorschnitt, SO = Shutouts; Fett: Turnierbestwert
Erfasst werden nur Torhüter, die mindestens 40 % der Gesamtspielzeit eines Teams absolviert haben. Sortiert nach Fangquote (Sv%).
| Spieler          | Team        | Sp | Min    | GT | SO | Sv%  | GTS   |
| ---------------- | ----------- | -- | ------ | -- | -- | ---- | ----- |
| Florian Bugl     | Deutschland | 1  | 61:20  | 1  | 0  | 0,98 | 97,50 |
| Jesper Wallstedt | Schweden    | 2  | 120:00 | 3  | 1  | 1,50 | 96,15 |
| Leevi Meriläinen | Finnland    | 1  | 60:00  | 1  | 0  | 1,00 | 95,83 |
| Jan Bednář       | Tschechien  | 1  | 61:20  | 2  | 0  | 1,96 | 93,75 |
| Šimon Latkóczy   | Slowakei    | 2  | 117:10 | 5  | 0  | 2,56 | 92,65 |

## Division I

### Gruppe A in Hørsholm, Dänemark
Das Turnier der Gruppe A wurde vom 12. bis 18. Dezember 2021 in der dänischen Hørsholm Kommune unweit der Landeshauptstadt Kopenhagen ausgetragen. Die Spiele fanden in der 2.260 Zuschauer fassenden Bitcoin Arena in Rungsted statt. Insgesamt besuchten 4.078 Zuschauer die 15 Turnierspiele, was einem Schnitt von 271 pro Partie entspricht. Belarus gelang nach dem Abstieg im Jahr 2018 der sportliche Wiederaufstieg in die Top-Division, der jedoch aufgrund der Suspendierung im Februar 2022 nicht zustande kam. Demzufolge rückte Lettland als Zweitplatzierter nach und nahm bereits bei der nachgeholten Top-Division dieses Jahres den Platz der ebenfalls suspendierten russischen Auswahl ein. Da somit zwei Teams aus der Gruppe A ausschieden, gab es keinen Absteiger.
| 12. Dezember 2021 13:00 Uhr (Ortszeit) | Ungarn | 1:3 (0:2, 1:1, 0:0) Spielbericht | Kasachstan | Bitcoin Arena, Hørsholm Zuschauer: 122 |

| 12. Dezember 2021 16:30 Uhr | Norwegen | 2:4 (2:2, 0:1, 0:1) Spielbericht | Lettland | Bitcoin Arena, Hørsholm Zuschauer: 143 |

| 12. Dezember 2021 20:00 Uhr | Dänemark | 1:9 (0:2, 1:4, 0:3) Spielbericht | Belarus | Bitcoin Arena, Hørsholm Zuschauer: 623 |

| 13. Dezember 2021 13:00 Uhr | Kasachstan | 2:5 (0:0, 0:4, 2:1) Spielbericht | Norwegen | Bitcoin Arena, Hørsholm Zuschauer: 102 |

| 13. Dezember 2021 16:30 Uhr | Belarus | 8:2 (5:1, 0:1, 3:0) Spielbericht | Ungarn | Bitcoin Arena, Hørsholm Zuschauer: 133 |

| 13. Dezember 2021 20:00 Uhr | Lettland | 5:4 (1:1, 2:3, 2:0) Spielbericht | Dänemark | Bitcoin Arena, Hørsholm Zuschauer: 472 |

| 15. Dezember 2021 13:00 Uhr | Lettland | 1:2 (0:0, 0:1, 1:1) Spielbericht | Belarus | Bitcoin Arena, Hørsholm Zuschauer: 136 |

| 15. Dezember 2021 16:30 Uhr | Ungarn | 1:5 (1:1, 0:2, 0:2) Spielbericht | Norwegen | Bitcoin Arena, Hørsholm Zuschauer: 146 |

| 15. Dezember 2021 20:00 Uhr | Kasachstan | 4:1 (0:0, 2:1, 2:0) Spielbericht | Dänemark | Bitcoin Arena, Hørsholm Zuschauer: 498 |

| 16. Dezember 2021 13:00 Uhr | Lettland | 6:1 (3:1, 0:0, 3:0) Spielbericht | Ungarn | Bitcoin Arena, Hørsholm Zuschauer: 131 |

| 16. Dezember 2021 16:30 Uhr | Belarus | 4:2 (2:1, 1:1, 1:0) Spielbericht | Kasachstan | Bitcoin Arena, Hørsholm Zuschauer: 124 |

| 16. Dezember 2021 20:00 Uhr | Norwegen | 6:3 (2:1, 4:1, 0:1) Spielbericht | Dänemark | Bitcoin Arena, Hørsholm Zuschauer: 543 |

| 18. Dezember 2021 13:00 Uhr | Belarus | 3:2 (0:0, 1:2, 2:0) Spielbericht | Norwegen | Bitcoin Arena, Hørsholm Zuschauer: 145 |

| 18. Dezember 2021 16:30 Uhr | Dänemark | 4:0 (0:0, 1:0, 3:0) Spielbericht | Ungarn | Bitcoin Arena, Hørsholm Zuschauer: 627 |

| 18. Dezember 2021 20:00 Uhr | Kasachstan | 1:3 (0:1, 0:1, 1:1) Spielbericht | Lettland | Bitcoin Arena, Hørsholm Zuschauer: 133 |

| Pl. |            | Sp | S | OTS | OTN | N | Tore  | Punkte |
| 1.  | Belarus    | 5  | 5 | 0   | 0   | 0 | 26:08 | 15     |
| 2.  | Lettland   | 5  | 4 | 0   | 0   | 1 | 19:10 | 12     |
| 3.  | Norwegen   | 5  | 3 | 0   | 0   | 2 | 20:13 | 9      |
| 4.  | Kasachstan | 5  | 2 | 0   | 0   | 3 | 12:15 | 6      |
| 5.  | Dänemark   | 5  | 1 | 0   | 0   | 4 | 13:24 | 3      |
| 6.  | Ungarn     | 5  | 0 | 0   | 0   | 5 | 05:26 | 0      |

Abkürzungen: Pl. = Platz, Sp = Spiele, S = Siege, OTS = Siege nach Verlängerung (Overtime) oder Penaltyschießen, OTN = Niederlagen nach Verlängerung oder Penaltyschießen, N = Niederlagen

Erläuterungen: Aufsteiger in die Top-Division

#### Division-IA-Siegermannschaft
| Division-IA-Sieger Belarus | Waljanzin Dsemtschanka, Kiryl Jaruta, Mark Jaruta, Daniil Karpowitsch, Sjarhej Karpowitsch, Jahor Klaudsijeu, Aljaksej Kolassau, Dsmitryj Kusmin, Sjarhej Kusnjazou, Jahor Juslenka, Arzjom Leuschunou, Ilja Marosau, Mikita Mytnik, Aljaksandr Paltschyk, Aleh Paschyhan, Wital Pintschuk, Arsenij Sasanowitsch, Jahor Sidarau, Ilja Spat, Mikita Stassenka, Aljaksandr Suworau, Jahor Tschashanau Trainer: Sjarhej Stas |

### Gruppe B in Tallinn, Estland
Das Turnier der Gruppe B wurde vom 12. bis 18. Dezember 2021 in der estnischen Landeshauptstadt Tallinn ausgetragen. Die Spiele fanden im 5.840 Zuschauer fassenden Tondiraba jäähall statt. Insgesamt besuchten 5.475 Zuschauer die 15 Turnierspiele, was einem Schnitt von 365 pro Partie entspricht. Frankreich gelang durch einen abschließenden Sieg über Slowenien nach zwei Jahren die Rückkehr in die Division IA. Durch die Suspendierungen von Russland und Belarus rückte wenig später auch die zweitplatzierte slowenische Auswahl in die Gruppe A nach. Da somit zwei Teams aus der Gruppe B aufstiegen, gab es keinen Absteiger.
| 12. Dezember 2021 12:30 Uhr (Ortszeit) | Polen | 2:6 (0:2, 0:0, 2:4) Spielbericht | Frankreich | Tondiraba jäähall, Tallinn Zuschauer: 157 |

| 12. Dezember 2021 16:00 Uhr | Estland | 2:7 (1:2, 1:4, 0:1) Spielbericht | Ukraine | Tondiraba jäähall, Tallinn Zuschauer: 565 |

| 12. Dezember 2021 19:30 Uhr | Japan | 3:7 (0:2, 2:1, 1:4) Spielbericht | Slowenien | Tondiraba jäähall, Tallinn Zuschauer: 132 |

| 14. Dezember 2021 12:30 Uhr | Ukraine | 1:3 (0:1, 1:1, 0:1) Spielbericht | Japan | Tondiraba jäähall, Tallinn Zuschauer: 168 |

| 14. Dezember 2021 16:00 Uhr | Slowenien | 3:1 (1:1, 1:0, 1:0) Spielbericht | Polen | Tondiraba jäähall, Tallinn Zuschauer: 243 |

| 14. Dezember 2021 19:30 Uhr | Frankreich | 2:0 (0:0, 1:0, 1:0) Spielbericht | Estland | Tondiraba jäähall, Tallinn Zuschauer: 435 |

| 15. Dezember 2021 12:30 Uhr | Japan | 7:2 (2:2, 3:0, 2:0) Spielbericht | Polen | Tondiraba jäähall, Tallinn Zuschauer: 135 |

| 15. Dezember 2021 16:00 Uhr | Frankreich | 6:7 n. V. (1:5, 3:0, 2:1, 0:1) Spielbericht | Ukraine | Tondiraba jäähall, Tallinn Zuschauer: 354 |

| 15. Dezember 2021 19:30 Uhr | Slowenien | 8:2 (2:2, 4:0, 2:0) Spielbericht | Estland | Tondiraba jäähall, Tallinn Zuschauer: 621 |

| 17. Dezember 2021 12:30 Uhr | Ukraine | 4:8 (1:4, 1:2, 2:2) Spielbericht | Slowenien | Tondiraba jäähall, Tallinn Zuschauer: 215 |

| 17. Dezember 2021 16:00 Uhr | Frankreich | 6:4 (0:0, 4:0, 2:4) Spielbericht | Japan | Tondiraba jäähall, Tallinn Zuschauer: 230 |

| 17. Dezember 2021 19:30 Uhr | Polen | 3:4 n. V. (1:0, 0:0, 2:3, 0:1) Spielbericht | Estland | Tondiraba jäähall, Tallinn Zuschauer: 563 |

| 18. Dezember 2021 12:30 Uhr | Slowenien | 2:3 (0:2, 1:0, 1:1) Spielbericht | Frankreich | Tondiraba jäähall, Tallinn Zuschauer: 320 |

| 18. Dezember 2021 16:00 Uhr | Ukraine | 4:1 (2:1, 1:0, 1:0) Spielbericht | Polen | Tondiraba jäähall, Tallinn Zuschauer: 352 |

| 18. Dezember 2021 19:30 Uhr | Estland | 1:5 (0:1, 1:1, 0:3) Spielbericht | Japan | Tondiraba jäähall, Tallinn Zuschauer: 985 |

| Pl. |            | Sp | S | OTS | OTN | N | Tore  | Punkte |
| 1.  | Frankreich | 5  | 4 | 0   | 1   | 0 | 23:15 | 13     |
| 2.  | Slowenien  | 5  | 4 | 0   | 0   | 1 | 28:13 | 12     |
| 3.  | Japan      | 5  | 3 | 0   | 0   | 2 | 22:17 | 9      |
| 4.  | Ukraine    | 5  | 2 | 1   | 0   | 2 | 23:20 | 8      |
| 5.  | Estland    | 5  | 0 | 1   | 0   | 4 | 09:25 | 2      |
| 6.  | Polen      | 5  | 0 | 0   | 1   | 4 | 09:24 | 1      |

Abkürzungen: Pl. = Platz, Sp = Spiele, S = Siege, OTS = Siege nach Verlängerung (Overtime) oder Penaltyschießen, OTN = Niederlagen nach Verlängerung oder Penaltyschießen, N = Niederlagen

Erläuterungen: Aufsteiger in die Division IA

#### Division-IB-Siegermannschaft
| Division-IB-Sieger Frankreich | Matias Bachelet, Jules Boscq, Enzo Carry, Lucas Colombin, Maxime Corvez, Flavian Dair, Ilies Djemel, Sasha Djigaouri, Alexis Dogémont, Antoine Fertin, Théo Gueurif, Jordan Hervé, Antoine Keller, Arthur Larroque, Kaylian Leborgne, Maxime Makeev, Emmanuel Navarro, Tommy Perret, Guillaume Roussel, Tomas Simonsen, Paul Siraudin, Quentin Tomasino Trainer: Yorick Treille |

### Auf- und Abstieg
| Aufsteiger in die Top-Division: | Belarus, Lettland     |
| Absteiger in die Division IB:   | keiner                |
| Aufsteiger in die Division IA:  | Frankreich, Slowenien |
| Absteiger in die Division IIA:  | keiner                |
| Aufsteiger in die Division IB:  | Italien, Südkorea     |

## Division II

### Gruppe A in Brașov, Rumänien
Das Turnier der Gruppe A wurde vom 13. bis 19. Dezember 2021 im rumänischen Brașov ausgetragen. Die Spiele fanden im 1.584 Zuschauer fassenden Patinoarul Olimpic statt. Insgesamt besuchten 2.740 Zuschauer die 15 Turnierspiele, was einem Schnitt von 182 pro Partie entspricht. Während Italien der direkte und unangefochtene Wiederaufstieg in die Division I gelang, rückte wenig später durch die Suspendierungen von Russland und Belarus auch die zweitplatzierte südkoreanische Auswahl in die Division I nach. Da somit zwei Teams aus der Division II aufstiegen, gab es keinen Absteiger.
| 13. Dezember 2021 13:00 Uhr (Ortszeit) | Großbritannien | 7:2 (1:1, 3:1, 3:0) Spielbericht | Spanien | Patinoarul Olimpic, Brașov Zuschauer: 35 |

| 13. Dezember 2021 16:30 Uhr | Litauen | 0:7 (0:0, 0:4, 0:3) Spielbericht | Italien | Patinoarul Olimpic, Brașov Zuschauer: 25 |

| 13. Dezember 2021 20:00 Uhr | Südkorea | 4:1 (0:0, 2:0, 2:1) Spielbericht | Rumänien | Patinoarul Olimpic, Brașov Zuschauer: 350 |

| 14. Dezember 2021 13:00 Uhr | Großbritannien | 5:3 (1:1, 0:1, 4:1) Spielbericht | Litauen | Patinoarul Olimpic, Brașov Zuschauer: 60 |

| 14. Dezember 2021 16:30 Uhr | Spanien | 1:2 n. V. (0:0, 0:0, 1:1, 0:1) Spielbericht | Südkorea | Patinoarul Olimpic, Brașov Zuschauer: 30 |

| 14. Dezember 2021 20:00 Uhr | Italien | 5:0 (4:0, 1:0, 0:0) Spielbericht | Rumänien | Patinoarul Olimpic, Brașov Zuschauer: 400 |

| 16. Dezember 2021 13:00 Uhr | Italien | 2:1 (1:1, 1:0, 0:0) Spielbericht | Spanien | Patinoarul Olimpic, Brașov Zuschauer: 35 |

| 16. Dezember 2021 16:30 Uhr | Großbritannien | 4:5 n. P. (3:1, 1:1, 0:2, 0:0, 0:1) Spielbericht | Südkorea | Patinoarul Olimpic, Brașov Zuschauer: 25 |

| 16. Dezember 2021 20:00 Uhr | Litauen | 6:3 (2:1, 1:1, 3:1) Spielbericht | Rumänien | Patinoarul Olimpic, Brașov Zuschauer: 400 |

| 17. Dezember 2021 13:00 Uhr | Südkorea | 1:5 (1:1, 0:2, 0:2) Spielbericht | Italien | Patinoarul Olimpic, Brașov Zuschauer: 30 |

| 17. Dezember 2021 16:30 Uhr | Spanien | 2:1 (0:0, 1:1, 1:0) Spielbericht | Litauen | Patinoarul Olimpic, Brașov Zuschauer: 50 |

| 17. Dezember 2021 20:00 Uhr | Rumänien | 4:3 (0:1, 4:1, 0:1) Spielbericht | Großbritannien | Patinoarul Olimpic, Brașov Zuschauer: 600 |

| 19. Dezember 2021 13:00 Uhr | Litauen | 2:5 (0:2, 2:1, 0:2) Spielbericht | Südkorea | Patinoarul Olimpic, Brașov Zuschauer: 50 |

| 19. Dezember 2021 16:30 Uhr | Italien | 3:2 (1:1, 2:1, 0:0) Spielbericht | Großbritannien | Patinoarul Olimpic, Brașov Zuschauer: 50 |

| 19. Dezember 2021 20:00 Uhr | Rumänien | 0:1 (0:0, 0:1, 0:0) Spielbericht | Spanien | Patinoarul Olimpic, Brașov Zuschauer: 600 |

| Pl. |                | Sp | S | OTS | OTN | N | Tore  | Punkte |
| 1.  | Italien        | 5  | 5 | 0   | 0   | 0 | 22:04 | 15     |
| 2.  | Südkorea       | 5  | 2 | 2   | 0   | 1 | 17:13 | 10     |
| 3.  | Großbritannien | 5  | 2 | 0   | 1   | 2 | 21:17 | 7      |
| 4.  | Spanien        | 5  | 2 | 0   | 1   | 2 | 07:12 | 7      |
| 5.  | Litauen        | 5  | 1 | 0   | 0   | 4 | 12:22 | 3      |
| 6.  | Rumänien       | 5  | 1 | 0   | 0   | 4 | 08:19 | 3      |

Abkürzungen: Pl. = Platz, Sp = Spiele, S = Siege, OTS = Siege nach Verlängerung (Overtime) oder Penaltyschießen, OTN = Niederlagen nach Verlängerung oder Penaltyschießen, N = Niederlagen

Erläuterungen: Aufsteiger in die Division IB

### Gruppe B in Belgrad, Serbien
Das Turnier der Gruppe B wurde vom 12. bis 17. September 2022 in der serbischen Landeshauptstadt Belgrad ausgetragen. Die Spiele fanden in der 2.000 Zuschauer fassenden Ledena dvorana Pionir statt. Insgesamt besuchten 3.576 Zuschauer die zehn Turnierspiele, was einem Schnitt von 357 pro Partie entspricht. Zunächst sollte das Turnier vom 10. bis 15. Januar 2022 ausgetragen werden, die IIHF entschied sich jedoch kurz vor Weihnachten 2021, alle für den Januar 2022 terminierten Turniere aufgrund der COVID-19-Pandemie abzusagen. Den Aufstieg sicherten sich die Mannschaften aus Kroatien und den Niederlanden, während China die Teilnahme zurückzog und keine Mannschaft abstieg.
| 12. September 2022 16:30 Uhr (Ortszeit) | Island | 3:5 (3:1, 0:1, 0:3) Spielbericht | Niederlande | Ledena dvorana Pionir, Belgrad Zuschauer: 42 |

| 12. September 2022 20:00 Uhr | Serbien | 1:3 (1:2, 0:0, 0:1) Spielbericht | Kroatien | Ledena dvorana Pionir, Belgrad Zuschauer: 967 |

| 13. September 2022 20:00 Uhr | Belgien | 3:2 (2:0, 0:1, 1:1) Spielbericht | Island | Ledena dvorana Pionir, Belgrad Zuschauer: 63 |

| 14. September 2022 16:30 Uhr | Niederlande | 2:4 (0:2, 1:1, 1:1) Spielbericht | Kroatien | Ledena dvorana Pionir, Belgrad Zuschauer: 39 |

| 14. September 2022 20:00 Uhr | Belgien | 3:10 (1:3, 0:3, 2:4) Spielbericht | Serbien | Ledena dvorana Pionir, Belgrad Zuschauer: 824 |

| 15. September 2022 20:00 Uhr | Island | 2:1 n. P. (0:0, 1:1, 0:0, 0:0, 1:0) Spielbericht | Serbien | Ledena dvorana Pionir, Belgrad Zuschauer: 623 |

| 16. September 2022 16:30 Uhr | Kroatien | 7:3 (2:0, 1:2, 4:1) Spielbericht | Island | Ledena dvorana Pionir, Belgrad Zuschauer: 41 |

| 16. September 2022 20:00 Uhr | Niederlande | 5:3 (1:1, 1:1, 3:1) Spielbericht | Belgien | Ledena dvorana Pionir, Belgrad Zuschauer: 69 |

| 17. September 2022 16:30 Uhr | Kroatien | 4:2 (3:1, 1:1, 0:0) Spielbericht | Belgien | Ledena dvorana Pionir, Belgrad Zuschauer: 82 |

| 17. September 2022 20:00 Uhr | Serbien | 0:4 (0:0, 0:2, 0:2) Spielbericht | Niederlande | Ledena dvorana Pionir, Belgrad Zuschauer: 826 |

| Pl. |                     | Sp | S | OTS | OTN | N | Tore  | Punkte |
| 1.  | Kroatien            | 4  | 4 | 0   | 0   | 0 | 18:08 | 12     |
| 2.  | Niederlande         | 4  | 3 | 0   | 0   | 1 | 16:10 | 9      |
| 3.  | Serbien             | 4  | 1 | 0   | 1   | 2 | 12:12 | 4      |
| 4.  | Belgien             | 4  | 1 | 0   | 0   | 3 | 11:21 | 3      |
| 5.  | Island              | 4  | 0 | 1   | 0   | 3 | 10:16 | 2      |
| –   | Volksrepublik China | –  | – | –   | –   | – | –0:0– | –      |

Abkürzungen: Pl. = Platz, Sp = Spiele, S = Siege, OTS = Siege nach Verlängerung (Overtime) oder Penaltyschießen, OTN = Niederlagen nach Verlängerung oder Penaltyschießen, N = Niederlagen

Erläuterungen: Aufsteiger in die Division IIA, Turnierabsage

### Auf- und Abstieg
| Absteiger in die Division IIA:  | keiner                          |
| Aufsteiger in die Division IB:  | Italien, Südkorea               |
| Absteiger in die Division IIB:  | keiner                          |
| Aufsteiger in die Division IIA: | Kroatien, Niederlande           |
| Absteiger in die Division III:  | keiner                          |
| Aufsteiger in die Division IIB: | Republik China (Taiwan), Mexiko |

## Division III
Das Turnier der Division III wurde zwischen dem 22. und 30. Juli 2022 im mexikanischen Santiago de Querétaro ausgetragen. Die Spiele fanden im etwa 750 Zuschauer fassenden Lakeside Ice Park statt. Insgesamt besuchten 5.141 Zuschauer die 22 Turnierspiele, was einem Schnitt von 233 pro Partie entspricht. Zunächst sollte das Turnier vom 8. bis 15. Januar 2022 ausgetragen werden, die IIHF entschied sich jedoch kurz vor Weihnachten 2021, alle für den Januar 2022 terminierten Turniere aufgrund der COVID-19-Pandemie abzusagen. Das Turnier gewann die Auswahl aus Taiwan und stieg somit auf, ebenso wie die im Endspiel unterlegenen Gastgeber aus Mexiko.

### Vorrunde

#### Gruppe A
| 22. Juli 2022 17:00 Uhr (Ortszeit) | 23. Juli 2022 0:00 Uhr (MESZ) | Kirgisistan | 1:8 (0:5, 1:1, 0:2) Spielbericht | Israel | Lakeside Ice Park, Santiago de Querétaro Zuschauer: 62 |

| 22. Juli 2022 20:45 Uhr | 22. Juli 2022 3:45 Uhr | Mexiko | 5:6 n. P. (1:1, 1:1, 3:3, 0:0, 0:1) Spielbericht | Republik China (Taiwan) | Lakeside Ice Park, Santiago de Querétaro Zuschauer: 643 |

| 23. Juli 2022 17:00 Uhr | 24. Juli 2022 0:00 Uhr | Israel | 4:6 (1:1, 0:1, 3:4) Spielbericht | Republik China (Taiwan) | Lakeside Ice Park, Santiago de Querétaro Zuschauer: 74 |

| 23. Juli 2022 20:30 Uhr | 24. Juli 2022 3:30 Uhr | Mexiko | 4:1 (1:0, 3:0, 0:1) Spielbericht | Kirgisistan | Lakeside Ice Park, Santiago de Querétaro Zuschauer: 640 |

| 25. Juli 2022 17:00 Uhr | 26. Juli 2022 0:00 Uhr | Republik China (Taiwan) | 1:3 (1:2, 0:0, 0:1) Spielbericht | Kirgisistan | Lakeside Ice Park, Santiago de Querétaro Zuschauer: 47 |

| 25. Juli 2022 20:30 Uhr | 26. Juli 2022 3:30 Uhr | Israel | 3:2 n. V. (0:0, 1:0, 1:2, 1:0) Spielbericht | Mexiko | Lakeside Ice Park, Santiago de Querétaro Zuschauer: 612 |

| Pl. |                         | Sp | S | OTS | OTN | N | Tore  | Punkte |
| 1.  | Republik China (Taiwan) | 3  | 1 | 1   | 0   | 1 | 13:12 | 5      |
| 2.  | Israel                  | 3  | 1 | 1   | 0   | 1 | 15:09 | 5      |
| 3.  | Mexiko                  | 3  | 1 | 0   | 2   | 0 | 11:10 | 5      |
| 4.  | Kirgisistan             | 3  | 1 | 0   | 0   | 2 | 05:13 | 3      |

Abkürzungen: Pl. = Platz, Sp = Spiele, S = Siege, OTS = Siege nach Verlängerung (Overtime) oder Penaltyschießen, OTN = Niederlagen nach Verlängerung oder Penaltyschießen, N = Niederlagen

#### Gruppe B
| 22. Juli 2022 10:00 Uhr (Ortszeit) | 22. Juli 2022 17:00 Uhr (MESZ) | Bosnien und Herzegowina | 1:12 (0:3, 1:7, 0:2) Spielbericht | Australien | Lakeside Ice Park, Santiago de Querétaro Zuschauer: 58 |

| 22. Juli 2022 13:30 Uhr | 22. Juli 2022 20:30 Uhr | Türkei | 8:2 (4:1, 2:0, 2:1) Spielbericht | Südafrika | Lakeside Ice Park, Santiago de Querétaro Zuschauer: 24 |

| 23. Juli 2022 10:00 Uhr | 23. Juli 2022 17:00 Uhr | Türkei | 6:4 (2:1, 2:1, 2:2) Spielbericht | Bosnien und Herzegowina | Lakeside Ice Park, Santiago de Querétaro Zuschauer: 32 |

| 23. Juli 2022 13:30 Uhr | 23. Juli 2022 20:30 Uhr | Australien | 13:1 (4:0, 4:1, 5:0) Spielbericht | Südafrika | Lakeside Ice Park, Santiago de Querétaro Zuschauer: 58 |

| 25. Juli 2022 10:00 Uhr | 25. Juli 2022 17:00 Uhr | Südafrika | 4:5 n. V. (2:1, 1:1, 1:2, 0:1) Spielbericht | Bosnien und Herzegowina | Lakeside Ice Park, Santiago de Querétaro Zuschauer: 37 |

| 25. Juli 2022 13:30 Uhr | 25. Juli 2022 20:30 Uhr | Australien | 8:1 (3:0, 1:1, 4:0) Spielbericht | Türkei | Lakeside Ice Park, Santiago de Querétaro Zuschauer: 31 |

| Pl. |                         | Sp | S | OTS | OTN | N | Tore  | Punkte |
| 1.  | Australien              | 3  | 3 | 0   | 0   | 0 | 33:03 | 9      |
| 2.  | Türkei                  | 3  | 2 | 0   | 0   | 1 | 15:14 | 6      |
| 3.  | Bosnien und Herzegowina | 3  | 0 | 1   | 0   | 2 | 10:22 | 2      |
| 4.  | Südafrika               | 3  | 0 | 0   | 1   | 2 | 07:26 | 1      |

Abkürzungen: Pl. = Platz, Sp = Spiele, S = Siege, OTS = Siege nach Verlängerung (Overtime) oder Penaltyschießen, OTN = Niederlagen nach Verlängerung oder Penaltyschießen, N = Niederlagen

### Finalrunde
|  | Viertelfinale                                          | Viertelfinale           | Viertelfinale |    | Halbfinale              | Halbfinale | Halbfinale       |            |   | Finale | Finale | Finale |
|  |                                                        |                         |               |    |                         |            |                  |            |   |        |        |        |
|  | A1                                                     | Republik China (Taiwan) | 7             |    |                         |            |                  |            |   |        |        |        |
|  | B4                                                     | Südafrika               | 2             |    |                         |            |                  |            |   |        |        |        |
|  | B4                                                     | Südafrika               | 2             | A1 | Republik China (Taiwan) | 6          |                  |            |   |        |        |        |
|  |                                                        |                         |               | A1 | Republik China (Taiwan) | 6          |                  |            |   |        |        |        |
|  | A2                                                     | Israel                  | 5             |    |                         |            |                  |            |   |        |        |        |
|  | A2                                                     | Israel                  | 5             | B2 | Türkei                  | 2          |                  |            |   |        |        |        |
|  |                                                        |                         |               | B2 | Türkei                  | 2          |                  |            |   |        |        |        |
|  | A3                                                     | Mexiko                  | 5             |    |                         |            |                  |            |   |        |        |        |
|  | A3                                                     | Mexiko                  | 5             | A1 | Republik China (Taiwan) | 5          |                  |            |   |        |        |        |
|  | (Die Teams werden nach dem Viertelfinale neu gesetzt.) |                         |               | A1 | Republik China (Taiwan) | 5          |                  |            |   |        |        |        |
|  |                                                        | A3                      | Mexiko        | 4  |                         |            |                  |            |   |        |        |        |
|  | B1                                                     | A3                      | Mexiko        | 4  | Australien              | 5          |                  |            |   |        |        |        |
|  | B1                                                     |                         |               |    | Australien              | 5          |                  |            |   |        |        |        |
|  | A4                                                     | Kirgisistan             | 1             |    |                         |            |                  |            |   |        |        |        |
|  | A4                                                     | Kirgisistan             | 1             | B1 | Australien              | 2          |                  |            |   |        |        |        |
|  |                                                        |                         |               | B1 | Australien              | 2          | Spiel um Platz 3 |            |   |        |        |        |
|  | A3                                                     | Mexiko                  | 3             |    |                         |            |                  |            |   |        |        |        |
|  | A3                                                     | Mexiko                  | 3             | A2 | Israel                  | 7          | B1               | Australien | 1 |        |        |        |
|  |                                                        |                         |               | A2 | Israel                  | 7          | B1               | Australien | 1 |        |        |        |
|  | B3                                                     | Bosnien und Herzegowina | 3             | A2 | Israel                  | 0          |                  |            |   |        |        |        |

#### Viertelfinale
| 27. Juli 2022 10:00 Uhr (Ortszeit) | 27. Juli 2022 17:00 Uhr (MESZ) | Australien | 5:1 (3:1, 1:0, 1:0) Spielbericht | Kirgisistan | Lakeside Ice Park, Santiago de Querétaro Zuschauer: 38 |

| 27. Juli 2022 13:30 Uhr | 27. Juli 2022 20:30 Uhr | Türkei | 2:5 (0:1, 0:1, 2:3) Spielbericht | Mexiko | Lakeside Ice Park, Santiago de Querétaro Zuschauer: 504 |

| 27. Juli 2022 17:00 Uhr | 28. Juli 2022 0:00 Uhr | Republik China (Taiwan) | 7:2 (2:0, 3:0, 2:2) Spielbericht | Südafrika | Lakeside Ice Park, Santiago de Querétaro Zuschauer: 74 |

| 27. Juli 2022 20:30 Uhr | 28. Juli 2022 3:30 Uhr | Israel | 7:3 (2:1, 2:0, 3:2) Spielbericht | Bosnien und Herzegowina | Lakeside Ice Park, Santiago de Querétaro Zuschauer: 143 |

#### Platzierungsspiele
Spiel um Platz 7
| 29. Juli 2022 10:00 Uhr | 29. Juli 2022 17:00 Uhr | Kirgisistan | 4:3 n. V. (2:0, 1:1, 0:2, 1:0) Spielbericht | Südafrika | Lakeside Ice Park, Santiago de Querétaro Zuschauer: 26 |

Spiel um Platz 5
| 30. Juli 2022 11:00 Uhr | 30. Juli 2022 18:00 Uhr | Türkei | 5:1 (3:0, 1:1, 1:0) Spielbericht | Bosnien und Herzegowina | Lakeside Ice Park, Santiago de Querétaro Zuschauer: 43 |

#### Halbfinale
| 29. Juli 2022 14:00 Uhr | 29. Juli 2022 21:00 Uhr | Australien | 2:3 (0:1, 0:1, 2:1) Spielbericht | Mexiko | Lakeside Ice Park, Santiago de Querétaro Zuschauer: 542 |

| 29. Juli 2022 18:00 Uhr | 30. Juli 2022 1:00 Uhr | Republik China (Taiwan) | 6:5 n. V. (1:1, 1:3, 3:1, 1:0) Spielbericht | Israel | Lakeside Ice Park, Santiago de Querétaro Zuschauer: 421 |

#### Spiel um Platz 3
| 30. Juli 2022 18:00 Uhr | 31. Juli 2022 1:00 Uhr | Australien | 1:0 (0:0, 1:0, 0:0) Spielbericht | Israel | Lakeside Ice Park, Santiago de Querétaro Zuschauer: 362 |

#### Finale
| 30. Juli 2022 19:00 Uhr | 31. Juli 2022 2:00 Uhr | Republik China (Taiwan) | 5:4 n. V. (1:2, 3:1, 0:1, 1:0) Spielbericht | Mexiko | Lakeside Ice Park, Santiago de Querétaro Zuschauer: 669 |

### Abschlussplatzierungen
| Pl. | Team                    |
| --- | ----------------------- |
| 1   | Republik China (Taiwan) |
| 2   | Mexiko                  |
| 3   | Australien              |
| 4   | Israel                  |
| 5   | Türkei                  |
| 6   | Bosnien und Herzegowina |
| 7   | Kirgisistan             |
| 8   | Südafrika               |

Erläuterungen: Aufsteiger in die Division IIB

### Auf- und Abstieg
| Absteiger in die Division III:  | keiner                          |
| Aufsteiger in die Division IIB: | Republik China (Taiwan), Mexiko |